# Linospadix monostachyos
Linospadix monostachyos là loài thực vật có hoa thuộc họ Arecaceae. Loài này được (Mart.) H.Wendl. mô tả khoa học đầu tiên năm 1875.